# Манько Леонід Якович
Леонід Якович Манько (нар. 17 (29) березня 1863, Полтава — пом. 16 квітня 1922, Єлисаветград, нині Кропивницький) — український актор і драматург.

## Біографія
Вчився в гімназії у Полтаві. З 17 років брав участь у полтавському аматорському драматичному гуртку, співробітничав у російській трупі Г. Виходцева. 1882 року вступив до трупи М. Кропивницького. У 1885—1890 роках був членом товариства М. Старицького. У 1891 році знову в трупі Кропивницького. Згодом працював в українських трупах М. Садовського, Г. Деркача, О. Суслова, О. Суходольського, Д. Гайдамаки.
Яскравий комедійний талант актора визначився після виконання ним у 1883 році ролі Гордія Поваренка («Доки сонце зійде, роса очі виїсть» Кропивницького).
Найкращі ролі: Іван Непокритий («Дай серцеві волю — заведе у неволю» Кропивницького), Василь («Кум-мірошник, або Сатана в бочці» Дмитра Дмитренка), Дмитро, Печериця («Ой не ходи, Грицю, та й на вечорниці», «Крути, та не перекручуй» Старицького).
Автор п'єс «Нещасне кохання», «Розбите щастя», «Пройдисвіт», «Що посієш, те й пожнеш», «Кара Божа» (у співавторстві з Боярською) та ін.
Дружина — О. Міленко, українська актриса.